# Tama Brodzka
Tama Brodzka – osada w gminie Brodnica, w powiecie brodnickim, w województwie kujawsko-pomorskim na drodze Olsztyn – Toruń, kiedyś ważny węzeł kolejowy – linie do Iławy, Działdowa i Brodnicy (obecnie linia do Iławy jest zrównana z ziemią, a linia do Działdowa nieczynna). Miejscowość wchodziła w skład sołectwa Karbowo; po jego podziale w 2019 r. należy do sołectwa Karbowo 3.
W latach 1975–1998 miejscowość należała administracyjnie do województwa toruńskiego.
Nazwa wsi nawiązuje do jazu na rzece Skarlance.